# Пулин, Иван Емельянович
Иван Емельянович Пулин (1864 — не ранее 1930) — крестьянин, член IV Государственной думы от Симбирской губернии.

## Биография
Православный, крестьянин села Болтинка Бахаревской волости Курмышского уезда.
Окончил сельскую школу. Занимался земледелием (6 десятин надельной и 1½ десятины собственной земли), владел торговой лавкой. В 1904—1906 годах был волостным судьей.
В 1912 году был избран в члены Государственной думы от Симбирской губернии съездом уполномоченных от волостей. Входил во фракцию правых, после её раскола в ноябре 1916 года — в группу независимых правых. Состоял членом комиссий: земельной, о торговле и промышленности, сельскохозяйственной, о народном здравии, по местному самоуправлению, по рабочему вопросу.
Во время Февральской революции находился в Петрограде. 20 марта 1917 года выехал в Болтинку, где отказался подписать приговор о переделе земли, составленный на сельском сходе и лишавший его части земельного владения. Был арестован милиционерами-односельчанами, но затем освобожден после получения телеграммы от председателя Государственной думы Родзянко, указавшего на недопустимость лишения свободы члена ГД.
После коллективизации оставался единоличником, состоял церковным старостой. Был арестован 24 января 1930 года, обвинялся по статьям 58-10-11. 13 апреля 1930 года тройкой был приговорен к ВМН.